# Riksväg 69
Riksväg 69 går på sträckan Fagersta–Norberg–Hedemora–Falun–Rättvik. Riksvägen infördes 2012 i samband med införande av E16 i Sverige, och tog över sträckningen för länsväg 270 Norberg-Hedemora, länsväg 266 Hedemora-Falun och riksväg 80 Falun-Rättvik. Riksväg 69 utgör en genväg mellan Hedemora och Rättvik i förhållande till riksväg 70 som passerar båda orterna men som går via Borlänge och Leksand.

## Standard
Vägstandarden är huvudsakligen vanlig tvåfilig landsväg med smala vägrenar eller utan vägrenar. Delen Norberg-länsgränsen är relativt krokig. Vägen går genom flera samhällen utan separation från gående mm, bland annat i Norberg (50 km/h). I Kärrgruvan finns fartgupp och avsmalningar. Hedemora passeras utanför staden, och därmed högre tillåten hastighet. En del av förbifarten kring Falun består av 2+1-väg med mitträcke. Mellan Bergsgården och Grycksbo är cykel- och motortrafik separerade sen 2014. Bredare avsnitt finns också på sträckan Fagersta-Norberg, som är gemensam med riksväg 68, samt mellan Grycksbo och Bjursås. Under november 2008 sattes sex fartkameror upp mellan Hedemora och Fäggeby längs med vägen, tre i vardera riktningen.

## Historia
Delen Norberg-Hedemora hette länsväg 251 (fortsatte söderut till Karbenning, tidvis Virsbo, före 1962 ända till Eskilstuna) fram till 1985. År 1985 försvann vägnumret 251, och Norberg-Hedemora blev en del av länsväg 270, som fortsatte mot norrut mot Hofors. Den mellersta delen av riksväg 69, Hedemora-Falun, hette länsväg 266 mellan 1945 och 2012. Riksvägens nordligaste del, Falun-Rättvik, var riksväg även före 2012, men då med numret 80, som fortsatte österut till Gävle, en sträcka som numera ingår i Europaväg 16.

## Anslutningar (primära vägar)
|  | Nr | Namn                   | Skyltning                                     |
|  | -- | ---------------------- | --------------------------------------------- |
|  |    | i Fagersta             | , Sälen, Västerås , Gävle, Örebro             |
|  |    | i Norberg              | Sala                                          |
|  |    | i Norberg              | Avesta, Gävle (riksväg 69 svänger ) vid din-X |
|  |    | Trafikplats Brunna     | Avesta, Enköping (riksväg 69 svänger )        |
|  |    | i Hedemora             | Långshyttan, Hofors                           |
|  |    | i Hedemora             | Säter, Mora (riksväg 69 svänger )             |
|  |    | Trafikplats Lönnemossa | Hofors, Gävle (riksväg 69 svänger )           |
|  |    | i Falun                | Alfta, Söderhamn                              |
|  |    | i Falun                | Oslo Borlänge, Örebro (riksväg 69 svänger )   |
|  |    | i Rättvik              | Mora, Rättvik, Leksand, Enköping              |

Riksväg 69 är en avlastnings väg för Riksväg 70 där båda vägarna leder till Rättvik. I Fagersta börjas det skyltas vid rondellen där OKQ8, Bilkompaniet och Hembygdsgården ligger. I Rättvik slutar riksväg 69 vid OKQ8 och Rastplats Gärdebyn (Rättvik Söderås)

## Galleri

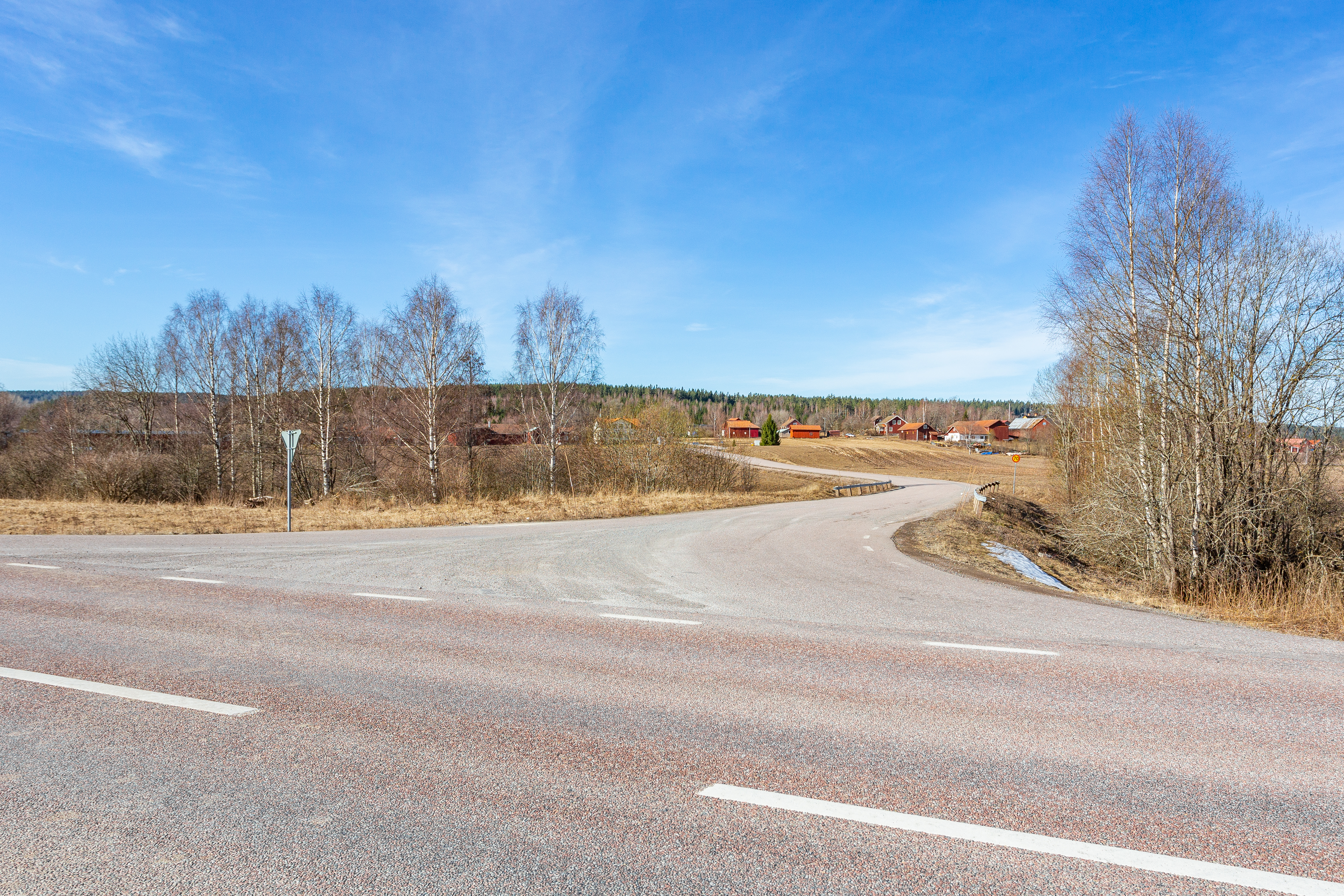
Anslutning till länsväg W 682.
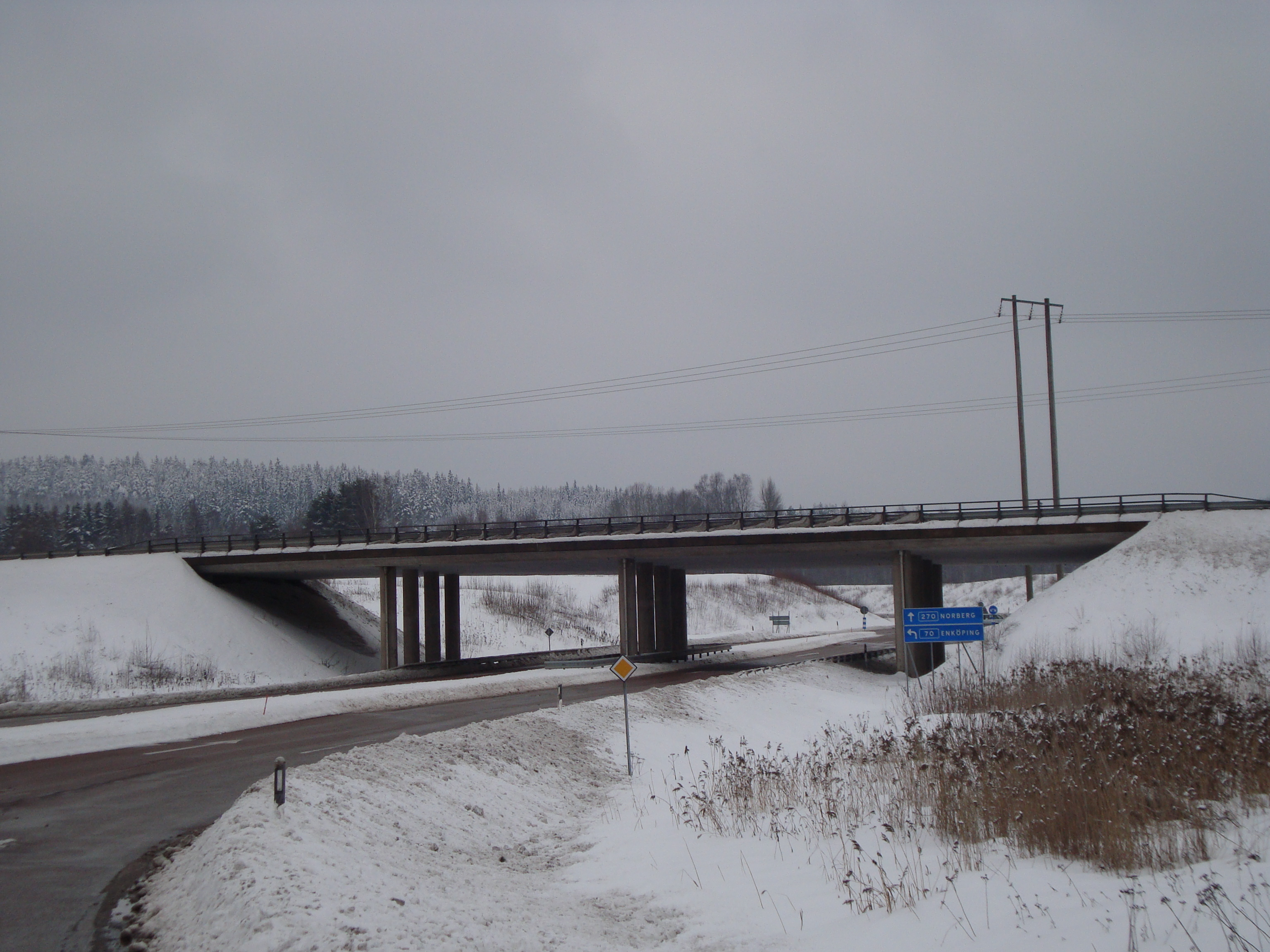
Vid trafikplats Brunna möts riksväg 69 och riksväg 70.
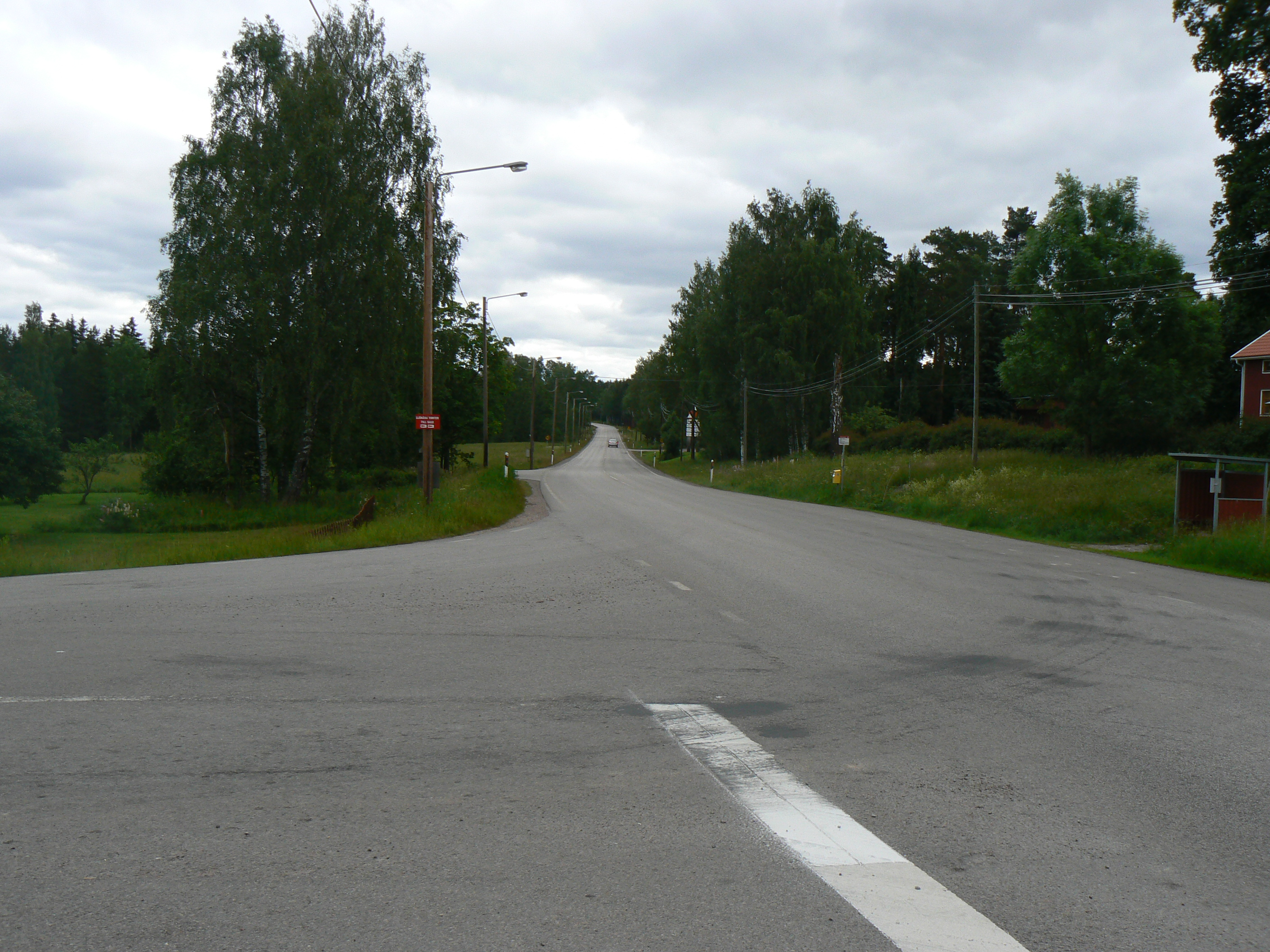
Dåvarande länsväg 266 norrut från avtagsvägen mot Vika.